# Palpomyia fuscipectus
Palpomyia fuscipectus är en tvåvingeart som beskrevs av Jean-Jacques Kieffer 1918. Palpomyia fuscipectus ingår i släktet Palpomyia och familjen svidknott. Inga underarter finns listade i Catalogue of Life.